# Ringworm
A Ringworm amerikai crossover thrash/hardcore punk/metalcore együttes. 1989-ben alakultak Clevelandben. 1994-ben feloszlottak, majd 1999-ben újból összeálltak.

## Tagok
- James Bulloch - ének
- Matt Sorg - gitár
- Mike Lare - gitár
- Ryan Steigerwald - dob
- Ed Stephens - basszusgitár

## Korábbi tagok
- John Comprix - gitár
- Mike Lare - basszusgitár, ének
- Matt Devries - gitár
- Frank Novinec - gitár
- Chris Pellow - basszusgitár
- Blaze Tishko - gitár, basszusgitár
- John Tole - basszusgitár
- Chris Smith - gitár
- Kenny Carpenter - dob
- Bob Zeiger - dob
- Aaron Ramirez - basszusgitár
- Aaron Dallison - gitár
- Steve Rauckhorst - basszusgitár
- Ben Hollowell - basszusgitár
- Chris Dora - dob
- Danny Zink - dob

## Diszkográfia
- 1991 - Ringworm (demó)
- 1993 - The Promise
- 1994 - Ringworm / Boiling Point
- 1995 - Flatline (demó)
- 1999 - Madness of War (demó)
- 2000 - Ringworm / Godbelow
- 2001 - Ringworm / Cold as Life
- 2001 - Birth is Pain
- 2003 - Splitseveninch (Ringworm / Terror split)
- 2005 - Justice Replaced by Revenge
- 2007 - The Venomous Grand Design
- 2011 - Scars
- 2011 - Your Soul Belongs to Us... (split lemez a Mindsnare-rel)
- 2012 - Stigmatas in the Flesh (koncertalbum)
- 2013 - Bleed (EP)
- 2014 - Hammer of the Witch
- 2016 - Snake Church
- 2019 - Death Becomes My Voice